# Allegro ma non troppo (album)
Allegro ma non troppo è l'ottavo album della Bandabardò pubblicato il 29 aprile 2010; è uscito allegato anche nella rivista XL del mese di maggio.

## Tracce
1. BeppeAnna - 3:16 (versione per funerali e matrimoni)
2. Abù - 4:14
3. Viva la campagna - 4:16 (registrato in teatro)
4. La mauvaise réputation - 2:25 (registrato in teatro)
5. Sogni grandiosi -3:59 (registrato in teatro)
6. Wilma - 3:28
7. Ho la testa - 4:17
8. Ramon - 4:46
9. Un giudice - 4:25 (dal vivo)
10. 20 bottiglie di vino - 3:44 (dal vivo)
11. Sette sono i re - 2:56 (dal vivo)

## Formazione

### Gruppo
- Erriquez - voce, chitarra acustica, produzione
- Finaz - chitarra solista, cori, produzione
- Orla - chitarra acustica, chitarra elettrica, tastiere, cori
- Don Bachi - basso, contrabbasso
- Nuto - batteria
- Ramon - tromba, percussioni, tastiere

### Produzione
- Cantax - fonico, suoni, produzione
- Fabrizio De Carolis - mix e master
- Goran Bregović - arrangiamenti tracce 1, 2
- Gianluca Vaccaro - produttore
- Francesco Barbaro - produttore